# 小野登志子
小野 登志子（おの としこ、1944年（昭和19年）4月20日 - ）は、日本の政治家。元伊豆の国市長（2期）、元静岡県議会議員（3期）、元韮山町議会議員（1期）。静岡県初の女性首長である。

## 来歴
静岡県伊豆の国市出身。静岡県立韮山高等学校、日本大学芸術学部演劇学科・戯曲専攻卒業。大学卒業後、実家の助産院の勤務を経て、2001年（平成13年）9月、韮山町議会議員選挙に立候補し、初当選。
2003年（平成15年）4月13日執行の静岡県議会議員選挙に田方郡選挙区から自由民主党公認で出馬し、初当選。2005年（平成17年）4月1日、伊豆長岡町、大仁町、韮山町が合併して伊豆の国市が誕生する。2007年（平成19年）の県議選では伊豆の国市選挙区から出馬し、2期目の当選。2011年（平成23年）の県議選で3選。
2013年（平成25年）3月4日、県議を辞職。同年4月21日に行われた伊豆の国市長選挙に立候補。現職の望月良和、元伊豆長岡町長の大川清仁らを接戦の末に破り、初当選を果たした。これにより静岡県内で初の女性市長が誕生した。同年4月24日、伊豆の国市長に就任。
※当日有権者数：40,489人 最終投票率：64.37%（前回比：pts）
| 候補者名   | 年齢 | 所属党派 | 新旧別 | 得票数   | 得票率 | 推薦・支持 |
| ---------- | ---- | -------- | ------ | -------- | ------ | ---------- |
| 小野登志子 | 69   | 無所属   | 新     | 10,469票 | 40.55% |            |
| 望月良和   | 71   | 無所属   | 現     | 9,924票  | 38.44% |            |
| 大川清仁   | 63   | 無所属   | 新     | 5,422票  | 21.00% |            |

2017年（平成29年）、再選。
※当日有権者数：41,117人 最終投票率：61.31%（前回比：-3.06pts）
| 候補者名   | 年齢 | 所属党派 | 新旧別 | 得票数   | 得票率 | 推薦・支持 |
| ---------- | ---- | -------- | ------ | -------- | ------ | ---------- |
| 小野登志子 | 72   | 無所属   | 現     | 13,045票 | 53.10% |            |
| 秋田清     | 66   | 無所属   | 新     | 8,509票  | 34.64% |            |
| 柴田三智子 | 58   | 無所属   | 新     | 3,012票  | 12.26% |            |

2021年（令和3年）4月、3選を目指すが元農水官僚の山下正行にダブルスコア以上の大差で敗れ落選。落選後、政界引退の意向を示し、同月23日をもって任期満了により伊豆の国市長を退任した。
※当日有権者数：40,078人 最終投票率：59.91%（前回比：-1.40pts）
| 候補者名   | 年齢 | 所属党派 | 新旧別 | 得票数   | 得票率 | 推薦・支持 |
| ---------- | ---- | -------- | ------ | -------- | ------ | ---------- |
| 山下正行   | 65   | 無所属   | 新     | 15,945票 | 66.97% |            |
| 小野登志子 | 76   | 無所属   | 現     | 7,864票  | 33.03% |            |

## 親族
- 長男の小野範和は2019年（令和元年）11月27日、旧国民民主党の衆議院静岡5区総支部長に選出された[10][11]。2020年（令和2年）9月に旧国民民主党と旧立憲民主党が合流して新立憲民主党が設立されると、同党の同区総支部長となった[12]。2021年（令和3年）10月の第49回衆議院議員総選挙に立候補したが落選。